# William Borrer
William J. Borrer (13 de junio de 1781, Henfield - 10 de enero de 1862) fue un botánico, explorador y liquenólogo inglés .
Fue un activo botánico amateur, que expedicionó mucho por Gran Bretaña estudiando y recolectando su flora. Trató de poner en cultivo numerosas especies tropicales. También se interesó por los liquenes y publicó, en 1839, con Dawson Turner (1775-1858), Lichenographia Britannica (xxiii, 240 pp., reeditado 1978).

## Honores
Borrer fue elegido miembro de la Royal Society el 4 de junio de 1835, y de la Sociedad linneana de Londres.

### Eponimia
Género
- (Rubiaceae) Borreria G.Mey.[2]

Especies
- (Juncaceae) Luzula borreri Bromf. ex Bab.[3]

- (Poaceae) Poa borreri Hook. & Arn.[4]

- (Poaceae) Puccinellia borreri Hitchc. ex B.L.Rob.[5]

- (Salicaceae) Salix borreriana Sm.[6]

- La abreviatura «Borrer» se emplea para indicar a William Borrer como autoridad en la descripción y clasificación científica de los vegetales.[7]